# Кампсервер, Игнасио
Игнасио Кампсервер (исп. Ignacio Campserver или исп. Ignacio Campcerver; Манреса, Барселона, 16 мая, в 1722 — Феррера, Швейцария или Феррара, Италия, 1799) — испанский (каталанский) философ и математик.

## Биография
Игнасио Кампсервер родился в городе Манреса в 1722 году. Вступил в общество иезуитов 16 октября в 1738 году. Был учителем риторики и философии в Сервере (1743) и  Жироне, между 1748 и 1757. Позже стал миссионером. После возвращения, был учителем математики в Барселоне (1761 — 1763) и Калатаюд. В Барселоне руководителем Кампсервера был знаменитый философ и математик Томас Серда.
В 1767 году Кампсервер был выслан в Италию. Во время ссылки продолжил свои исследования, умер в Феррере (нынешняя Швейцария) в 1799 году. Другие источники указывают на смерть в Ферраре в 1798 году.

## Труды
- Amaltheum Prosodicum, sive brevis et accurata Syllabarum Prosodia, adjecto controversiarum elencho instructissimo. Opus utile, atque necessarium grammaticis, oratoribus, poetis, medicis, legisperitis, uno verbo, omnibus qui latinus amant correcte loqui. Gerona: Typis Antanii Oliva, 1758. 364 стр. Работа была опубликована под именем одного из учеников Кампсервера[8].
- Bibliotheca Mathematica cum Dictionario Theoricis, ac Practicis tam Antiquorum, quam recentiorum nobilioribus inventis ac figuris convenientibus ornata et in sex tomos distributa. Tomus l. Ferrariae: Typ. Heredum Josephi Rinaldi, 1789. 552 стр. Во введении к этому труду Кампсервер указывает, что начал работу над ним на испанском, но потом перешёл на латынь. Он также указывает, что полностью Bibliotheca состояла из шести томов: тем не менее, высказывались сомнения в том, что какие-либо другие тома были опубликованы[7]. Опубликованный первый том состоит из трёх частей, посвящённых дискретным величинам, непрерывным величинам и таблице логарифмов[9]. Второй том должен был быть практически готов к печати, его оглавление было включено в первый том[10].
- Casimiri Van Teperg Namsareni: De rebus Societatis lesu institutae, propagatae et abolitae. Libri tres. Ms. Casimiri… es anagrama de Ignatii Camserver Manresani. 3 т.
- Cosmografía físico-storica, e stato presente del mondo. Ferrara: Francesca Pomatelli, 1785. XVI, 308 стр. Книга представляет собой синтез научных знаний своего времени. Первый том посвящён планетам, звёздам и кометам; второй - планете Земля; третий - политической географии[10].
- Curso completo de matemáticas. Ms. 4 т.
- De methodo utiliter studendi: cum ampla Bibliotheca auctorum qui rectius putantur scripsisse in unaquaque totius humanae encyclopaediae (sic) scientia et arte. Ms.
- Diccionario matemático. Ms. 2 т.
- Memorial solicitando publicar dicho «Diccionario matemático» bajo la protección de S. M. Ferrara, 24 de noviembre de 1775. Ms. Arch. Tol.
- Mercurio geográfico o diccionario de geografía. Ms. 2 т.
- Philosophiae Jesuitico-Peripateticae Synopsis. Theses Communiones. Gerona: Typ. Antanii Oliva, 1757. 191 стр.
- Proyecto de historia natural y civil de Cataluña. Ms. Первая часть этого труда посвящена угольным шахтам, вторая — другим полезным ископаемым[11].
- Tratado de Cronología. Ms.
- Tratado de teología práctica. Ms.
- Versión castellana de las obras de Euclides y de otros matemáticos griegos. Ms.
- Vida de Cristo Nuestro Señor escrita en francés por el Abate Saint Real, traducida al español y anotada por Ignacio Campserver. [s.a.].
- Zoilo de los literatos donde se trata de los errores más notables de los autores de nota: de los libros que más agradan a la gente sin letras y de los títulos y argumentos ridículos de algunas obras ya conocidas. Ms. 3 т. В этой работе Кампсервер критикует ошибки различных авторов, их тщеславие и смешные надписи на их книгах.[8]